# Los Llanos de Don Juan
Llanos de Don Juan es una pedanía perteneciente al municipio de Rute en la provincia de Córdoba, comunidad autónoma de Andalucía, España.

## Localización
Su ubicación es en el Parque natural de las Sierras Subbéticas, por lo que está rodeado de bonitos paisajes. Cerca de la aldea se halla el Monumento Natural de la Encina Milenaria y en una pequeña colina se encuentra un castillo árabe, del que solo queda un muro. Existen igualmente pasadizos subterráneos, conocidos popularmente en la zona como La Torre Zambra.

## Comunicaciones
Se encuentra a unos 8 km de la cabecera municipal, siendo la localidad más cercana, Lucena, a 6 kilómetros, aproximadamente. Esta aldea está atravesada por la carretera A-331 Lucena - Iznájar.

## Demografía y economía
Los Llanos de Don Juan cuenta con 398 habitantes. El gentilicio es llanense. La mayoría de habitantes se dedican a la agricultura, aunque en la actualidad muchos trabajan en las industrias de las vecinas localidades de Rute o Lucena.

## Cultura popular
Los habitantes de esta localidad mantienen algunas tradiciones populares, como son la matanza del cerdo, que se hace durante el tiempo de Pascua. El día de San Marcos, en el que se hace la merendilla para comerla en el campo el 25 de abril, y las fiestas patronales en honor a Ntra. Sra. del Carmen, que tienen lugar durante el tercer fin de semana de agosto.
Durante Nochebuena, grupos de jóvenes explotan antiguas tradiciones recorriendo las calles del pueblo cargados de instrumentos tradicionales como lo son la zambomba, los platillos, la carraca o carrasca, panderetas de piel, chicharras (instrumento realizado con la vejiga del cerdo tomada durante a matanza); a la vez que cantan vetustas canciones. Esta antigua tradición, llamada la de los "mochileros", tiene su origen en canciones gallegas, que sufrieron una pequeña transformación a su paso por Castilla-La Mancha, llegando finalmente a Gaena-Casas Gallegas, aldea cercana, donde la tradición es aún más fuerte.